# Quicksand (banda)
Quicksand es un grupo de post-hardcore, formado en 1990 por Walter Schreifels (voz y guitarra). Después de la disolución de su anterior banda de hardcore, Gorilla Biscuits, lo acompañan Tom Capone (guitarra), Alan Cage (batería) y Sergio Vega (bajo) y, en ese mismo año, lanzan un EP con 4 canciones, con el mismo título de la banda. En 1993 Quicksand lanza su primer largo, Slip, para muchos su mejor disco. Sus sencillos fueron Dine Alone, Omission y Freezing Process.
En 1995 lanza su segundo LP, Manic Compression, pero tensiones en la banda hacen que se separen ese mismo año. 
En 1997 la banda se reúne y, en 1998, retoman los conciertos, como también algunos tours invitados por Deftones y Snapcase. La banda entra al estudio en el que se grabaría un nuevo álbum, pero las tensiones vuelven y se separarían definitivamente en 1999. El álbum nunca se completó y esas canciones se filtraron posteriormente por internet. 
Después de la separación, Walter Schreifels forma a Rival Schools, que duró hasta el 2003 y lanzaron un disco. Alan Cage tocó en Seaweed, Burn, 108 y anteriormente en Beyond. Tom Capone estuvo en Beyond, Bold y en 1997 estaba en Handsome, con Pete Mengede (ex Helmet) y que también solo sacaron un disco y la historia se repite cuando Capone se une a Instruction y también fue un solo disco. Sergio Vega tocó en Deftones, reemplazando a Chi Cheng para un tour de 1999 y otra vez desde 2009. 
El 2012 se anunció que Quicksand actuarían como "invitados especiales" para la cuarta noche del 25.º aniversario de Revelation Records, donde tocaron un set de cinco canciones incluido el cover de The Smiths, "How Soon Is Now?". También hicieron otros shows ese mismo año y el 2013 se embarcaron en un tour en los Estados Unidos.

## Discografía

### Álbumes
- Slip (1993)
- Manic Compression (1995)
- Interiors (2017)
- Distant Populations (2021)

### Sencillos/EP
- "Quicksand" (EP) (1991), Revelation Records
- "Dine Alone" (sencillo) (1992), Polydor Records
- "Fazer" (Sencillo en CD) (1993), Polydor Records
- "Dine Alone" (Sencillo en CD) (1993), Polydor Records
- "Omission" (Sencillo en CD) (1993), Polydor Records
- "Freezing Process" (Sencillo en CD) (1993), Polydor Records
- "Divorce" (sencillo) (1994), Island Records
- "Thorn in My Side" (Sencillo en CD) (1995), Island Records
- "Landmine Spring" (Sencillo en CD) (1995), Island Records
- "Delusional" (Sencillo en CD) (1995), Island Records